# Pico ultraproeminente

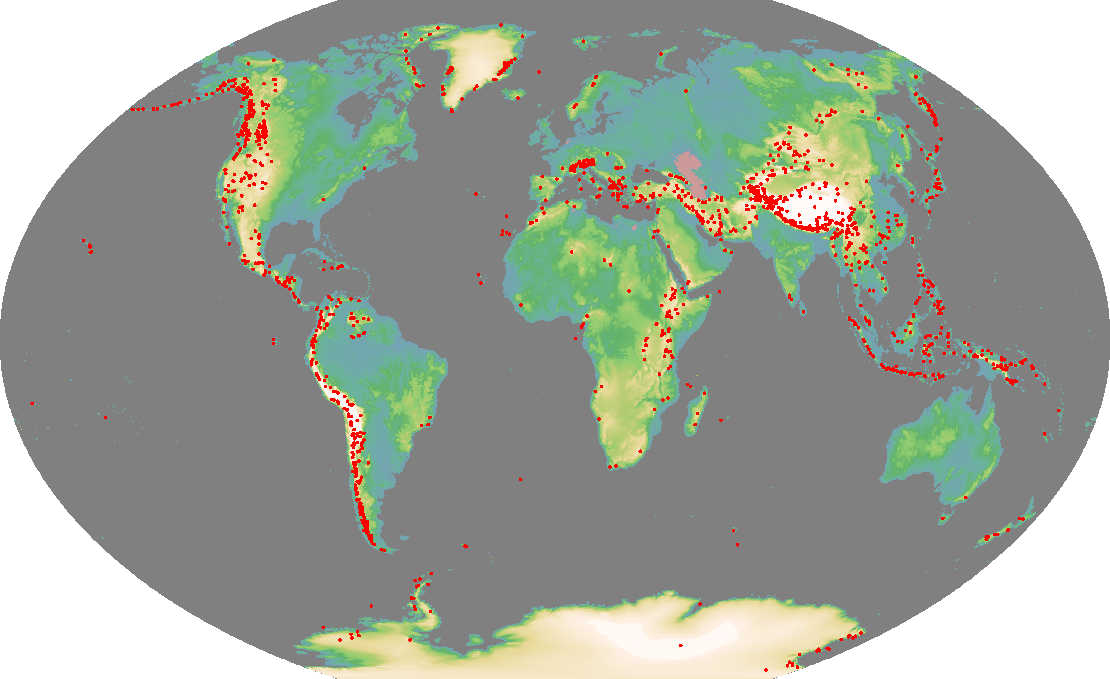
Mapa de picos ultraproeminentes de âmbito mundial.

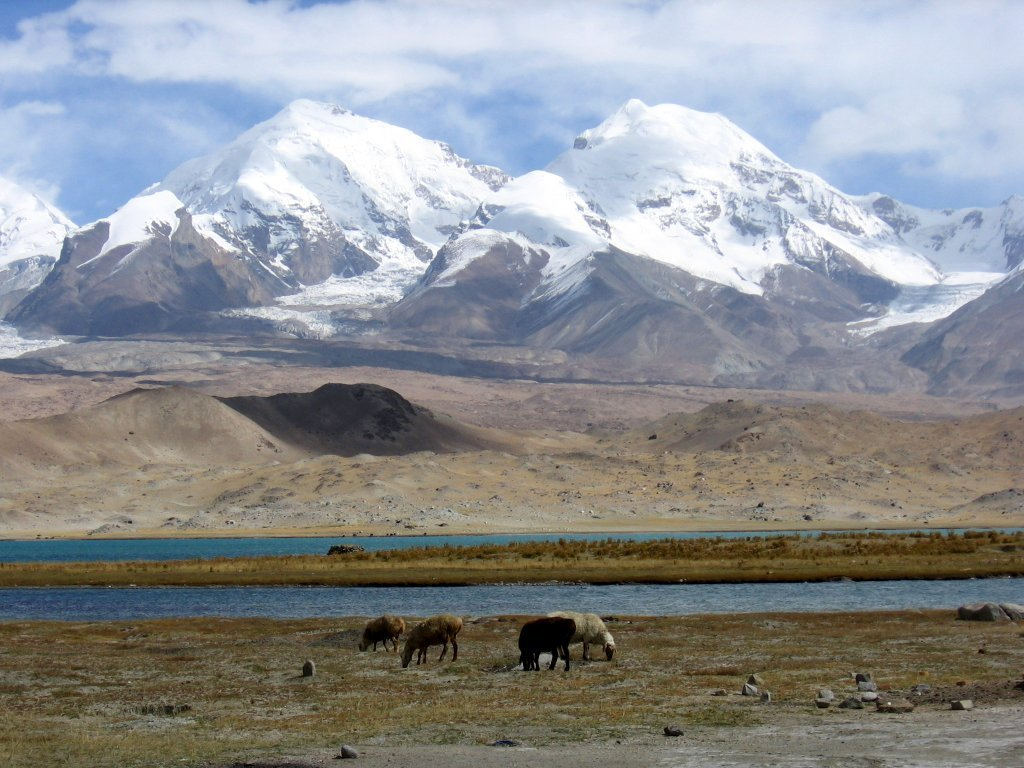
Kongur Tagh (ou Kongkhoerh) na China. Os cumes visíveis são os do Kuk Sel (6715 m) e Kezi Sel (6525 m), cerca de 5 km e 7 km a sul do cume principal.

Um pico ultraproeminente, abreviado frequentemente para Ultra, é uma montanha com um valor de proeminência topográfica superior a 1500 metros. Estima-se entre 1519 e 1524 o número de tais montanhas no mundo. Algumas são famosas mesmo fora do âmbito do montanhismo como o monte Everest, o Aconcágua ou o monte McKinley (são os três picos de maior valor de proeminência), enquanto muitas outras são quase desconhecidas. Alguns picos famosos, como o Matterhorn ou o Eiger, não são Ultras devido a estarem ligados a montanhas mais altas por altos colos e tergos, e portanto não têm valores de proeminência topográfica suficientemente elevados. 
O termo "Ultra" deve-se ao cientista Stephen Fry, que fez estudos sobre a proeminência dos picos no estado de Washington na década de 1980. O seu termo original era era "ultra major mountain", referindo-se a picos com pelo menos 5000 pés de proeminência (1524 m).

## Distribuição
Identificaram-se até agora 1514 Ultras em todo o mundo: 649 na Ásia, 356 na América do Norte, 209 na América do Sul, 119 na Europa (incluindo o Cáucaso), 84 na África, 51 na Oceania e 42 na Antártida.
Muitas das montanhas mais altas e mais conhecidas são Ultras, incluindo o monte Everest, o K2, o Kilimanjaro, o Monte Branco e o monte Olimpo. Por outro lado, muitas montanhas grandes e famosas como o Eiger ou o Matterhorn não são Ultras porque não têm suficiente desnível relativo face a picos mais altos. Muitas montanhas da lista ficam em parte do mundo pouco visitadas e inóspitas, incluindo 39 na Gronelândia, os pontos mais altos de ilhas no Oceano Ártico como Novaya Zemlya, Jan Mayen ou Spitsbergen, e 136 no Himalaia. Na Colúmbia Britânica (Canadá) algumas das montanhas incluídas na lista nem sequer têm nomes amplamente reconhecidos.  
Uma série de Ultras não foram ainda escalados, como o ponto mais alto da cordilheira Finisterre, Sauyr Zhotasy, Karlik Shan, (supostamente) monte Siple e o Gangkhar Puensum, que são os candidatos mais prováveis para o título de "montanha mais proeminente nunca escalada".
Todos os Sete Cumes são Ultras uma vez que são os pontos mais altos de amplas massas de terra, os continentes. Cada um têm o seu colo a um nível muito baixo (ou ao nível do mar, no caso do Everest, do Aconcágua e do Puncak Jaya), pelo que a sua proeminência topográfica tem um valor quase idêntico à sua altitude.

## Alguns picos ultraproeminentes
Os picos mais proeminentes a nível mundial são o monte Everest (8848 m de altitude e igual proeminência topográfica), o mais alto e proeminente da Terra; o Aconcágua (6962 m de altitude e igual proeminência), o mais proeminente da América do Sul e o monte McKinley (6194 m e proeminência de 6138 m, o mais proeminente da América do Norte. Se se filtrar na lista os pontos mais altos em ilhas resulta que os 75 pontos mais altos em ilhas são todos membros da lista. Os três mais altos são o Puncak Jaya (4884 m) na Nova Guiné; o Mauna Kea (4205 m) no Havai; e o monte Kinabalu (4095 m) na ilha de Bornéu.
Além dos já mencionados cita-se também o mais proeminente pico da Europa, que é o monte Elbrus (Rússia) com 5642 m de altitude e proeminência de 4741 m (o 10.º absoluto do mundo); o da África é o monte Kilimanjaro (5895 m de altitude e 5882 m de proeminência (4.º absoluto do mundo); o da Oceania é o Puncak Jaya, com altitude e proeminência de 4884 m, o que faz dele o 9.º absoluto do mundo; e finalmente o da Antártida, que é o Maciço Vinson, de 4892 m de altitude e igual valor de proeminência (8.º do mundo).
Uma lista dos 125 picos mais proeminentes do mundo é a seguinte:

## As 125 montanhas mais proeminentes
Dos 125 picos listados, a China tem 14, e a Indonésia e os Estados Unidos da América têm 11 cada.
| No. | Pico                                | Localização                                          | Altitude (m) | Proeminência (m) | Ponto-sela (m) | Cume-pai                                   |
| --- | ----------------------------------- | ---------------------------------------------------- | ------------ | ---------------- | -------------- | ------------------------------------------ |
| 1   | Monte Everest                       | Nepal / · China                                      | 8848         | 8848             | 0              | nenhum — mais alto da África-Eurásia       |
| 2   | Aconcágua                           | Argentina                                            | 6962         | 6962             | 0              | nenhum — mais alto da América              |
| 3   | Monte McKinley (Denali)             | Estados Unidos (Alasca)                              | 6194         | 6138             | 56             | Aconcágua                                  |
| 4   | Kilimanjaro                         | Tanzânia                                             | 5895         | 5885             | 10             | Everest                                    |
| 5   | Pico Cristóbal Colón                | Colômbia                                             | 5775         | 5584             | 191            | Aconcágua                                  |
| 6   | Monte Logan                         | Canadá (Yukon)                                       | 5959         | 5250             | 709            | Monte McKinley                             |
| 7   | Pico de Orizaba                     | México                                               | 5636         | 4922             | 714            | Monte Logan                                |
| 8   | Maciço de Vinson                    | Antártida                                            | 4892         | 4892             | 0              | nenhum — mais alto da Antárctica           |
| 9   | Puncak Jaya                         | Indonésia (Nova Guiné)                               | 4884         | 4884             | 0              | nenhum — mais alto da Nova Guiné           |
| 10  | Monte Elbrus                        | Rússia                                               | 5642         | 4741             | 901            | Everest                                    |
| 11  | Monte Branco                        | Itália/ França                                       | 4808         | 4695             | 113            | Everest                                    |
| 12  | Monte Damavand                      | Irão                                                 | 5610         | 4667             | 943            | Elbrus                                     |
| 13  | Klyuchevskaya Sopka                 | Rússia (Kamchatka)                                   | 4750         | 4649             | 101            | Everest                                    |
| 14  | Nanga Parbat                        | Paquistão                                            | 8125         | 4608             | 3517           | Everest                                    |
| 15  | Mauna Kea                           | Estados Unidos (Havaí)                               | 4205         | 4205             | 0              | nenhum - ponto mais alto do Havaí          |
| 16  | Pico Jengish Chokusu                | Quirguistão / · China                                | 7439         | 4148             | 3291           | Everest                                    |
| 17  | Chimborazo                          | Equador                                              | 6267         | 4122             | 2145           | Aconcágua                                  |
| 18  | Bogda Feng                          | China                                                | 5445         | 4122             | 1323           | Everest                                    |
| 19  | Namcha Barwa                        | China (Tibete)                                       | 7782         | 4106             | 3676           | Everest                                    |
| 20  | Monte Kinabalu                      | Malásia                                              | 4095         | 4095             | 0              | nenhum - ponto mais alto no Bornéu         |
| 21  | Monte Rainier                       | Estados Unidos (Washington)                          | 4393         | 4023             | 370            | Monte McKinley                             |
| 22  | K2                                  | Paquistão / · China                                  | 8611         | 4017             | 4594           | Everest                                    |
| 23  | Ras Dejen                           | Etiópia                                              | 4533         | 3980             | 553            | Kilimanjaro                                |
| 24  | Tajumulco                           | Guatemala                                            | 4220         | 3980             | 240            | Monte McKinley                             |
| 25  | Pico Bolívar                        | Venezuela                                            | 4981         | 3957             | 1024           | Aconcágua                                  |
| 26  | Monte Fairweather                   | Estados Unidos (Alasca) / · Canadá                   | 4671         | 3955             | 722            | Pico de Orizaba1 / Monte Logan²            |
| 27  | Montanha de Jade                    | Taiwan                                               | 3952         | 3952             | 0              | nenhum - ponto mais alto em Taiwan         |
| 28  | Monte Stanley                       | República Democrática do Congo / · Uganda            | 5109         | 3951             | 1158           | Kilimanjaro                                |
| 29  | Monte Camarões                      | Camarões                                             | 4070         | 3931             | 134            | Kilimanjaro                                |
| 30  | Kangchenjunga                       | Índia / · Nepal                                      | 8586         | 3922             | 4664           | Everest                                    |
| 31  | Tirich Mir                          | Paquistão                                            | 7708         | 3908             | 3800           | Everest                                    |
| 32  | Monte Quénia                        | Quênia                                               | 5199         | 3825             | 1374           | Kilimanjaro                                |
| 33  | Monte Kerinci                       | Indonésia                                            | 3805         | 3805             | 0              | nenhum - ponto mais alto em Sumatra        |
| 34  | Monte Érebo                         | Antártida                                            | 3794         | 3794             | 0              | nenhum - ponto mais alto na Ilha de Ross   |
| 35  | Monte Fuji                          | Japão                                                | 3776         | 3776             | 0              | nenhum - ponto mais alto em Honshu         |
| 36  | Jbel Toubkal                        | Marrocos                                             | 4167         | 3757             | 410            | Kilimanjaro                                |
| 37  | Aoraki (Monte Cook)                 | Nova Zelândia                                        | 3755         | 3755             | 0              | nenhum - ponto mais alto na Ilha Sul       |
| 38  | Cerro Chirripó                      | Costa Rica                                           | 3820         | 3727             | 93             | Aconcágua                                  |
| 39  | Monte Rinjani                       | Indonésia                                            | 3726         | 3726             | 0              | nenhum - ponto mais alto em Lombok         |
| 40  | Teide                               | Espanha                                              | 3718         | 3718             | 0              | nenhum - ponto mais alto em Tenerife       |
| 41  | Ojos del Salado                     | Argentina / · Chile                                  | 6905         | 3700             | 3205           | Aconcágua                                  |
| 42  | Monte San Valentin                  | Chile                                                | 4058         | 3696             | 362            | Aconcágua                                  |
| 43  | Gunnbjørn                           | Gronelândia                                          | 3694         | 3694             | 0              | nenhum - ponto mais alto na Gronelândia    |
| 44  | Semeru                              | Indonésia                                            | 3676         | 3676             | 0              | nenhum - ponto mais alto em Java           |
| 45  | Montes Finisterre (ponto mais alto) | Papua-Nova Guiné                                     | 4120         | 3670             | 441            | Puncak Jaya                                |
| 46  | Gongga Shan                         | China                                                | 7556         | 3642             | 3914           | K21 / Everest²                             |
| 47  | Ritacuba Blanco                     | Colômbia                                             | 5410         | 3645             | 1765           | Chimborazo1 / Aconcágua ²                  |
| 48  | Monte Ararate                       | Turquia                                              | 5137         | 3611             | 1526           | Damavand                                   |
| 49  | Kongur Tagh                         | China                                                | 7649         | 3585             | 4064           | K21 / Everest²                             |
| 50  | Monte Blackburn                     | Estados Unidos (Alasca)                              | 4996         | 3535             | 1461           | Monte McKinley                             |
| 51  | Monte Hayes                         | Estados Unidos (Alasca)                              | 4216         | 3501             | 715            | Monte McKinley                             |
| 52  | Bulu Rantemario                     | Indonésia                                            | 3478         | 3478             | 0              | nenhum - ponto mais alto em Sulawesi       |
| 53  | Monte Santo Elias                   | Estados Unidos (Alasca) / · Canadá                   | 5489         | 3448             | 2041           | Monte Logan                                |
| 54  | Pico Ismail Samani                  | Tajiquistão                                          | 7495         | 3402             | 4093           | K2                                         |
| 55  | Dhaulagiri                          | Nepal                                                | 8167         | 3357             | 4810           | K2                                         |
| 56  | Monte Belukha                       | Rússia · Cazaquistão                                 | 4506         | 3343             | 1163           | K21 / Everest²                             |
| 57  | Mercedario                          | Argentina                                            | 6700         | 3333             | 3367           | Aconcágua                                  |
| 58  | Volcán Lautaro                      | Chile                                                | 3607         | 3329             | 278            | Aconcágua                                  |
| 59  | Monte Etna                          | Itália                                               | 3323         | 3323             | 0              | nenhum - ponto mais alto na Sicília        |
| 60  | Monte San Lorenzo                   | Chile / · Argentina                                  | 3706         | 3319             | 387            | Aconcágua                                  |
| 61  | Monte Karisimbi                     | Ruanda / · República Democrática do Congo            | 4507         | 3312             | 1195           | Ngaliema                                   |
| 62  | Jabal an Nabi Shu'ayb               | Iêmen                                                | 3666         | 3311             | 355            | Monte Ararate1 / Everest²                  |
| 63  | Monte Waddington                    | Canadá                                               | 4019         | 3289             | 730            | Monte Logan                                |
| 64  | Mulhacén                            | Espanha                                              | 3479         | 3285             | 194            | Monte Branco                               |
| 65  | Gunung Slamet                       | Indonésia                                            | 3428         | 3284             | 144            | Semeru                                     |
| 66  | Sabalan                             | Irão                                                 | 4811         | 3283             | 1528           | Monte Ararate                              |
| 67  | Monte Marcus Baker                  | Estados Unidos (Alasca)                              | 4016         | 3269             | 747            | Monte Logan                                |
| 68  | Sauyr Zhotasy                       | Cazaquistão / · China                                | 3840         | 3252             | 588            | Everest                                    |
| 69  | Cerro del Bolsón                    | Argentina                                            | 5552         | 3252             | 2300           | Ojos del Salado1 / Aconcágua²              |
| 70  | Tomort                              | China                                                | 4886         | 3243             | 1643           | Bogda Feng                                 |
| 71  | Yulong Xueshan                      | China                                                | 5596         | 3202             | 2394           | K21 / Everest²                             |
| 72  | Meru                                | Tanzânia                                             | 4565         | 3170             | 1395           | Kilimanjaro                                |
| 73  | Sopka Shiveluch                     | Rússia (Kamchatka)                                   | 3307         | 3168             | 139            | Klyuchevskaya                              |
| 74  | Nanda Devi                          | Índia                                                | 7816         | 3139             | 4677           | Dhaulagiri                                 |
| 75  | Ichinskaya Sopka                    | Rússia (Kamchatka)                                   | 3607         | 3125             | 482            | Klyuchevskaya                              |
| 76  | Gunung Lawu                         | Indonésia                                            | 3265         | 3118             | 147            | Semeru                                     |
| 77  | Batura Sar                          | Paquistão                                            | 7795         | 3118             | 4677           | K2                                         |
| 78  | Monte Siple                         | Antártida                                            | 3110         | 3110             | 0              | nenhum - ponto mais alto em Ilha Siple     |
| 79  | Pico Duarte                         | República Dominicana                                 | 3098         | 3098             | 0              | nenhum - ponto mais alto em Hispaníola     |
| 80  | Manaslu                             | Nepal                                                | 8163         | 3092             | 5071           | Everest                                    |
| 81  | Monte Whitney                       | Estados Unidos (California)                          | 4418         | 3073             | 1345           | Orizaba                                    |
| 82  | Piton des Neiges                    | França (Reunião)                                     | 3069         | 3069             | 0              | nenhum - ponto mais alto em Reunião        |
| 83  | Raung                               | Indonésia                                            | 3332         | 3069             | 263            | Semeru                                     |
| 84  | Xuelian Feng                        | China                                                | 6627         | 3068             | 3559           | Peak Jengish Chokusu                       |
| 85  | Haleakala                           | Estados Unidos (Havaí)                               | 3055         | 3055             | 0              | nenhum - ponto mais alto em Maui           |
| 86  | Monte Lucania                       | Canadá                                               | 5226         | 3046             | 2180           | Monte Logan                                |
| 87  | Monte Agung                         | Indonésia                                            | 3031         | 3031             | 0              | nenhum - ponto mais alto em Bali           |
| 88  | Gunung Binaiya                      | Indonésia                                            | 3027         | 3027             | 0              | nenhum - ponto mais alto em Ceram          |
| 89  | Popocatepetl                        | México                                               | 5400         | 3020             | 2380           | Orizaba                                    |
| 90  | Pico Basilé                         | Guiné Equatorial                                     | 3011         | 3011             | 0              | nenhum - ponto mais alto em Bioco          |
| 91  | Koryaksky                           | Rússia (Kamchatka)                                   | 3456         | 2999             | 457            | Klyuchevskaya                              |
| 92  | Gangkhar Puensum                    | Butão / · China                                      | 7570         | 2995             | 4575           | Kangchenjunga                              |
| 93  | Monte Stephenson                    | Antártida                                            | 2987         | 2987             | 0              | nenhum - ponto mais alto na Ilha Alexander |
| 94  | Foho Tatamailau ou Monte Ramelau    | Timor-Leste                                          | 2986         | 2986             | 0              | nenhum - ponto mais alto em Timor          |
| 95  | Annapurna                           | Nepal                                                | 8091         | 2984             | 5107           | Everest                                    |
| 96  | Pico Talgar                         | Cazaquistão                                          | 4978         | 2981             | 1997           | Pico Jengish Chokusu1 / Everest²           |
| 97  | Monte Shasta                        | Estados Unidos (California)                          | 4317         | 2977             | 1340           | Orizaba                                    |
| 98  | Monte Apo                           | Filipinas                                            | 2954         | 2954             | 0              | nenhum - ponto mais alto em Mindanao       |
| 99  | Gyala Peri                          | China (Tibete)                                       | 7294         | 2942             | 4352           | Dhaulagiri                                 |
| 100 | Gunung Leuser                       | Indonésia                                            | 3466         | 2941             | 525            | Monte Kerinci                              |
| 101 | Monte Paget                         | Reino Unido (Ilhas Geórgia do Sul e Sandwich do Sul) | 2934         | 2934             | 0              | nenhum - ponto mais alto na Geórgia do Sul |
| 102 | Chakragil                           | China                                                | 6760         | 2934             | 3826           | Everest²                                   |
| 103 | Emi Koussi                          | Chade                                                | 3445         | 2934             | 511            | Kilimanjaro²                               |
| 104 | Monte Monarch                       | Canadá                                               | 3555         | 2930             | 625            | Monte McKinley²                            |
| 105 | Monte Suckling                      | Papua-Nova Guiné                                     | 3676         | 2925             | 751            | Puncak Jaya                                |
| 106 | Monte Pulog                         | Filipinas                                            | 2922         | 2922             | 0              | nenhum - ponto mais alto em Luzon          |
| 107 | Monte Wilhelm                       | Papua-Nova Guiné                                     | 4509         | 2922             | 1587           | Puncak Jaya                                |
| 108 | El Mela                             | Argentina                                            | 4150         | 2907             | 1243           | Aconcágua²                                 |
| 109 | Kuh-e Taftan                        | Irão                                                 | 3941         | 2901             | 1040           | Damavand²                                  |
| 110 | Jabal Shams                         | Omã                                                  | 3019         | 2899             | 120            | Jabal an Nabi Shu'ayb1 / Everest²          |
| 111 | Shishapangma                        | China                                                | 8027         | 2897             | 5130           | Everest                                    |
| 112 | Pico da Neblina                     | Brasil / Venezuela                                   | 2994         | 2886             | 108            | Ritacuba Blanco1 / Aconcágua²              |
| 113 | Saramati                            | Myanmar / · Índia                                    | 3826         | 2885             | 941            | Manaslu1 / Everest²                        |
| 114 | Maromokotro                         | Madagáscar                                           | 2876         | 2876             | 0              | nenhum — mais alto de Madagáscar           |
| 115 | Monte Shishaldin                    | Estados Unidos (Alasca)                              | 2869         | 2869             | 0              | nenhum — mais alto da Ilha Unimak          |
| 116 | Moncong Lompotabang                 | Indonésia                                            | 2874         | 2857             | 17             | Monte Rantemario                           |
| 117 | Buni Zom                            | Paquistão                                            | 6542         | 2845             | 3697           | Tirich Mir1 / Monte Everest²               |
| 118 | Kuh-e Bandaka                       | Afeganistão                                          | 6812         | 2834             | 3978           | Tirich Mir                                 |
| 119 | Monte Robson                        | Canadá (Colúmbia Britânica)                          | 3959         | 2829             | 1130           |                                            |
| 120 | Pico do Fogo                        | Cabo Verde                                           | 2829         | 2829             | 0              | nenhum — mais alto da Ilha do Fogo         |
| 121 | Kamet                               | Índia                                                | 7756         | 2825             | 4931           |                                            |
| 122 | Rakaposhi                           | Paquistão                                            | 7788         | 2818             | 4970           |                                            |
| 123 | Monte Aneto                         | Espanha                                              | 3404         | 2812             | 608            | Mulhacén                                   |
| 124 | Arjuno-Welirang                     | Indonésia                                            | 3339         | 2812             | 527            |                                            |
| 125 | Jiuding Shan                        | China                                                | 4969         | 2808             | 2161           |                                            |

## Listas de Ultras (1514)

### Gerais
- Lista de montanhas por proeminência - contém os 125 picos mais proeminentes da Terra
- Anexo:Lista de ilhas por ponto mais alto - contém as 75 ilhas por ponto mais alto, todos considerados Ultras

### Europa (119)
- Lista de picos alpinos  por proeminência (44)
- Lista de picos não-alpinos por proeminência - inclui ilhas atlânticas e o Cáucaso (75)

### Ásia (649)
- Anexo:Lista de picos ultraproeminentes do Médio Oriente (88)
- Anexo:Lista de picos ultraproeminentes da Ásia Central (75)
- Anexo:Lista de picos ultraproeminentes dos Himalaias Ocidentais (80)
- Anexo:Lista de picos ultraproeminentes dos Himalaias Orientais, incluindo sul da Índia e Sri Lanka (61)
- Anexo:Lista de picos ultraproeminentes do Tibete e Ásia Oriental (108)
- Anexo:Lista de picos ultraproeminentes do Nordeste Asiático (53)
- Anexo:Lista de picos ultraproeminentes do Japão (21)
- Anexo:Lista de picos ultraproeminentes do Sudeste Asiático (42)
- Anexo:Lista de picos ultraproeminentes das Filipinas (29)
- Anexo:Lista de picos ultraproeminentes da Indonésia (92)

### África (84)
- Anexo:Lista de picos ultraproeminentes da África (84)

### Oceania (51)
- Anexo:Lista de picos ultraproeminentes da Oceania, incluindo ilhas no Índico Sul (51)

### Antártica (42)
- Lista de picos ultraproeminentes da Antártida, incluindo ilhas no Atlântico Sul (42)

### América do Norte (356)

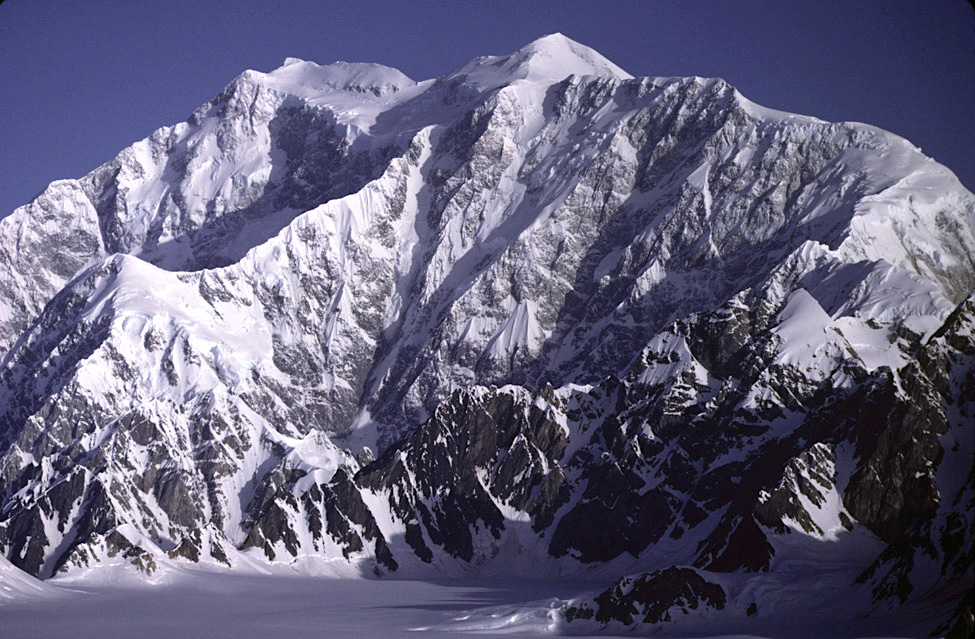
Cume do Monte Logan, Yukon, o ponto mais alto do Canadá, e sexto no mundo por proeminência topográfica.

- Anexo:Lista de picos ultraproeminentes da América do Norte (356)
  - Anexo:Lista de picos ultraproeminentes do Canadá (142, incluindo 6 sobre a fronteira com os Estados Unidos)
  - Anexo:Lista de picos ultraproeminentes dos Estados Unidos (129, incluindo 6 sobre a fronteira com o Canadá)
    - Anexo:Lista de picos ultraproeminentes do Alasca (65, incluindo 4 com o Yukon e 2 com a Colúmbia Britânica)

  - Anexo:Lista de picos ultraproeminentes da Gronelândia (39)
  - Anexo:Lista de picos ultraproeminentes do México (28, incluindo 1 na fronteira com a Guatemala)
  - Anexo:Lista de picos ultraproeminentes da América Central (23, incluindo 1 no México)
  - Anexo:Lista de picos ultraproeminentes das Caraíbas (7)

### América do Sul (209)
- Anexo:Lista de picos ultraproeminentes da América do Sul (209)

## Páginas externas
- Mapa do top 50 por Ken Jones